# Enrico Marini (auteur)
Pour les articles homonymes, voir Enrico Marini et Marini.
Enrico Marini, né le 13 août 1969 en Suisse, est un auteur de bande dessinée italien.

## Biographie
Enrico Marini étudie le graphisme à l'École des Beaux-Arts de Bâle de 1987 à 1991. Son trait est alors influencé par ses auteurs préférés Hermann, Bernet, Giraud Alex Toth ou Otomo. 
Son travail est repéré en 1987 par Cuno Affolter (conservateur du Centre BD de Lausanne de 1999 à 2023), à l’occasion du concours des nouveaux talents du Festival de la Bande Dessinée de Sierre. Cuno Affolter le présente à l'éditeur suisse Alpen Publishers. Ce dernier lui confie le dessin d'un scénario de Marelle intitulé La Colombe de la Place rouge. Cette histoire, d’abord publiée dans La Tribune de Genève, conduit, en 1990, à la publication du premier tome de la série Un dossier d'Olivier Varèse. Trois tomes d'Olivier Varèse, signés successivement par Thierry Smolderen et le journaliste radiophonique suisse Georges Pop suivent entre 1992 et 1993. 
En 1992, Thierry Smolderen propose à Marini d’explorer un nouvel univers narratif : Gipsy, un héros routier à la fois bagarreur et sensible. La série, publiée de 1993 à 2002, par Alpen Publishers, puis par les Humanoïdes Associés et enfin Dargaud, compte six tomes. Enrico Marini rencontre parallèlement le scénariste belge Stephen Desberg et dessine avec lui le western L'Étoile du désert publié en deux tomes par Dargaud en 1996. L’auteur amorce ensuite, sur un scénario de Jean Dufaux, la série Rapaces (quatre tomes, de 1998 à 2003 chez Dargaud). Elle est suivie par Le Scorpion – sa quatrième série, publiée par Dargaud, réalisée elle aussi avec Stephen Desberg, dont Enrico Marini signe douze tomes avant de passer le flambeau à Luigi Critone en 2020. 
Enrico Marini alterne depuis 2007, la parution de ses épisodes avec Les Aigles de Rome, sa propre série dont il assure la création complète, scénario, dessin et couleurs.   
À l'été 2017, les éditions Dargaud et DC Comics annoncent la parution d'une aventure en deux tomes de Batman par Enrico Marini. Le premier tome est publié le 3 novembre 2017, le second est publié en décembre 2018.
En novembre 2021 il publie chez Dargaud le premier tome du diptyque Noir Burlesque, le deuxième tome est paru en novembre 2022. 

## Publications

### Les dossiers d'Olivier Varèse
- 1990 : T.1 La colombe de la place Rouge, scénario Marelle, éd. Alpen Publishers
- 1992 : T.2 Bienvenue à Kokonino World, scénario Thierry Smolderen, éd. Alpen Publishers
- 1992 : T.3 Raid sur Kokonino World, scénario Thierry Smolderen, éd. Alpen Publishers
- 1993 : T.4 Le parfum du magnolia, scénario Georges Pop, éd. Alpen Publishers

### Gipsy
- 1993 : T.1 L'étoile du Gitan, scénario Thierry Smolderen, éd. Alpen Publishers
- 1994 : T.2 Les feux de Sibérie, scénario Thierry Smolderen, éd. Les Humanoïdes Associés
- 1995 : T.3 Le jour du Tsar, scénario Thierry Smolderen, éd. Les Humanoïdes Associés
- 1997 : T.4 Les yeux noirs, scénario Thierry Smolderen, éd. Dargaud
- 1999 : T.5 L'aile blanche, scénario Thierry Smolderen, éd. Dargaud
- 2002 : T.6 Le rire Aztèque, scénario Thierry Smolderen, éd. Dargaud

### L'Étoile du désert
- 1996 : L'Étoile du désert T.1, scénario Stephen Desberg, éd. Dargaud
- 1996 : L'Étoile du désert T.2, scénario Stephen Desberg, éd. Dargaud
- 1999 : Carnet de Croquis, éd. Dargaud

### Les Héritiers du Serpent
- 1998 : Les Héritiers du Serpent, scénario Exem, éd. Suzanne Hurter

### Rapaces
- 1998 : Rapaces 1, scénario Jean Dufaux, éd. Dargaud
- 2000 : Rapaces 2, scénario Jean Dufaux, éd. Dargaud
- 2001 : Rapaces 3, scénario Jean Dufaux, éd. Dargaud
- 2003 : Rapaces 4, scénario Jean Dufaux, éd. Dargaud

### Le Scorpion
Scénario de Stephen Desberg, éditions Dargaud
1. La marque du diable, 2000
2. Le secret du Pape, 2001
3. La croix de Pierre, 2002
4. Le Démon au Vatican, 2004
5. La vallée sacrée, 2004
6. Le trésor du Temple, 2005
7. Au Nom du Père, 2006
8. L'ombre de l'ange, 2008
9. Le masque de la vérité, 2010
10. Au nom du fils, 2012
11. La Neuvième Famille, 2014
12. Le Mauvais Augure, 2019

- H.S. Le procès scorpion, 2007
- Intégrale en deux volumes (Tome 1 à 5 et 6 à 10), 2013

### Les Aigles de Rome
- 2007 : T.1 Livre I, scénario et dessin Enrico Marini, éd. Dargaud
- 2009 : T.2 Livre II, scénario et dessin Enrico Marini, éd. Dargaud
- 2011 : T.3 Livre III, scénario et dessin Enrico Marini, éd. Dargaud
- 2013 : T.4 Livre IV, scénario et dessin Enrico Marini, éd. Dargaud
- 2016 : T.5 Livre V, scénario et dessin Enrico Marini, éd. Dargaud
- 2023 : T.6 Livre VI, scénario et dessin Enrico Marini, éd. Dargaud
- 2024 : T.7 Livre VII, scénario et dessin Enrico Marini, éd. Dargaud

### Batman
- The Dark Prince Charming, coédition Dargaud-DC Comics, novembre 2017

## Récompenses et distinctions
- 1997 : Prix des libraires de bande dessinée pour L'Étoile du désert (avec Stephen Desberg)